# 利夫島
利夫島是丹麥的島嶼，長6公里、寬1.6公里，面積3.31平方公里，最高點海拔高度43米，該島自石器時代有人類居住，2012年人口僅9人，人口密度為每平方公里2.7人。

## 外部連結
- Livø's official site
- Livø Jazz Festival（页面存档备份，存于）

56°54′N 9°06′E / 56.900°N 9.100°E